# 小行星10001
小行星10001（英語：10001 Palerme）是一颗围绕太阳公转的小行星。1969年10月8日，柳德米拉·切爾尼赫在纳昂切尼奇描述了此天体。

## 概述
1801年1月1日，朱塞普·皮亚齐首次观测小行星1。在此事200周年，21世纪第一个月，小行星10001被命名为意大利的城市巴勒莫（英語：10001 Palerme），以纪念意大利天文学家朱塞普·皮亚齐对天文学的贡献。
这颗小行星的绝对星等为13.9等。

## 相关條目
- 小行星列表/10001-11000

## 外部連結
- Asteroid Lightcurve Database (LCDB) （页面存档备份，存于）, query form (info （页面存档备份，存于）)
- Dictionary of Minor Planet Names, Google books
- Discovery Circumstances: Numbered Minor Planets (10001)-(15000) （页面存档备份，存于） – Minor Planet Center
- 小行星10001 at AstDyS-2, Asteroids—Dynamic Site
  - Ephemeris · Observation prediction · Orbital info · Proper elements · Observational info
- NASA JPL小天體瀏覽器上的小行星10001

| 前一小行星： 小行星10000 | 小行星列表 | 後一小行星： 小行星10002 |